# Jean Crespin
Jean Crespin, auch Jean Crispin und Johannes Crispinus, Ioannes Crispinus (* um 1520 in Arras, Frankreich; † 12. April 1572 in Genf), war ein französischer Jurist. Ab 1548 wurde er zum erfolgreichsten Buchdrucker und Verleger seiner Zeit in Genf.

## Leben
Jean Crespin war der Sohn des Rechtsgelehrten Charles Crespin in Arras. Crespin studierte in Löwen von 1533 bis 1538 zunächst Literatur, dann Rechtswissenschaft und praktizierte anschließend in Arras als Rechtsanwalt. Seit 1540 war er Parlamentsadvokat in Paris. Als er zur reformierten Kirche konvertierte, wurde er als „Ketzer“ verfolgt und am 28. März 1545 ausgewiesen.
Crespin ging zunächst nach Straßburg und Basel. Von dort kam er im Oktober 1548 nach Genf, wo er am 25. August 1551 als Einwohner (Habitant) anerkannt wurde und am 2. April 1555 die Bürgerrechte erhielt. In Genf betätigte er sich nicht mehr als Jurist, sondern wurde ein erfolgreicher Buchdrucker und Verleger. Das Handwerk erlernte er bei Konrad Badius. In 20 Jahren veröffentlichte er etwa 250 Bücher, darunter viele evangelische Werke zur Unterstützung des Reformators Johannes Calvin, mit dem er befreundet war. Ein weiterer Freund war Théodore de Bèze.
Sein wichtigstes Werk war Le livre des martyrs (1554), in dem er die Glaubenskriege und religiöse Verfolgungen vom Mittelalter bis in die Gegenwart beschrieb.
Er starb 1572 in Genf an der Pest. Seine Buchdruckerei ging an seinen Schwiegersohn Eustache Vignon über.